# Cautious Hero: The Hero Is Overpowered but Overly Cautious
Cautious Hero: The Hero Is Overpowered but Overly Cautious (jap. この勇者が俺TUEEEくせに慎重すぎる Kono yūsha ga ore tsuē kuse ni shinchō sugiru) – seria light novel napisana przez Lighta Tuchihiego i zilustrowana przez Saori Toyotę. Początkowo ukazywała się jako powieść internetowa w serwisie Kakuyomu. Następnie została nabyta przez wydawnictwo Fujimi Shobō, które wydaje ją pod imprintem Kadokawa Books od lutego 2017.
Na jej podstawie powstała manga zilustrowana przez Koyuki, która była wydawana od listopada 2018 do października 2022. Seria doczekała się również adaptacji w formie serii anime, za produkcję której odpowiadało studio White Fox. Serial był emitowany od października do grudnia 2019.

## Fabuła
Ristarte jest początkującą boginią, której powierzono zadanie uratowania świata Gaeabrande przed władcą demonów poprzez przywołanie ludzkiego bohatera. Świat ten jest niezwykle niebezpieczny, dlatego Ristarte stara się wybrać bohatera, który będzie w stanie pokonać wrogów. Wybór pada na Seiyę Ryuuguuina, którego statystyki są wielokrotnie wyższe niż jakiegokolwiek innego kandydata. Niestety, po przywołaniu go, Ristarte odkrywa, że jest on niezwykle ostrożny wobec wszystkiego, w tym także wobec niej. Bohater odmawia nawet wejścia do najbezpieczniejszych obszarów Gaeabrande, dopóki nie osiągnie odpowiedniego poziomu wytrenowania, co doprowadza boginię do szału. Jednakże, kiedy para w końcu stawia stopę w Gaeabrande, wydarzenia mogą udowodnić, że ostrożność bohatera jest uzasadniona.

## Bohaterowie
- Seiya Ryuuguuin (jap. 竜宮院 聖哉 Ryūgūin Seiya)

Seiyū: Yūichirō Umehara 
Niesamowicie potężny bohater, który wyróżnia się we wszystkim, jednak ma pewną drobną wadę – jest zbyt ostrożny.
- Ristarte (jap. リスタルテ Risutarute)

Seiyū: Aki Toyosaki 
Bogini uzdrawiania, która ma za zadanie wybrać bohatera, który uratuje świat Gaeabrande. W tym celu przywołuje Seiyę, w którym natychmiast się zadurza z powodu jego doskonałej budowy ciała i cery.
- Mash (jap. マッシュ Masshu)

Seiyū: Kengo Kawanishi 
Młody potomek smoków, który kończy jako uczeń Seiyi i jeden z jego tragarzy.
- Elulu (jap. エルル Eruru)

Seiyū: Kengo Kawanishi 
Młoda potomkini smoków, która jest przyjaciółką Masha z dzieciństwa. Podobnie jak on, kończy jako jedna z tragarzy Seiyi. Na początku była magiem, ale z czasem skupiła na umiejętnościach wsparcia.
- Ariadoa (jap. アリアドア)

Seiyū: Hibiku Yamamura 
Bogini pieczęci i przełożona Ristarte, która jest również jej bliską przyjaciółką, powierniczką i wsparciem. W przeszłości uratowała wiele światów przed zniszczeniem.
- Cerceus (jap. セルセウス Seruseusu)

Seiyū: Atsushi Ono 
Muskularny bóg władający mieczem. Jest znany jako Boskie Ostrze. Seiya zrównał go z ziemią podczas treningu do tego stopnia, że ten się przed nim ukrywał.
- Ishtar (jap. イシスター Ishisutā)

Seiyū: Keiko Han 
Najwyższa Bogini, która jest przywódczynią innych bóstw.
- Valkyrie (jap. ヴァルキュレ Varukyure)

Seiyū: Fairouz Ai 
Bogini zniszczenia, która pomimo początkowej niechęci, postanawia trenować Seiyę.
- Hestiaca (jap. ヘスティカ Hesutika)

Seiyū: Sayumi Watabe 
Bogini ognia.
- Adenela (jap. アデネラ Adenera)

Seiyū: Shiori Izawa 
Bogini wojny. Jest zadurzona w Seiyi do tego stopnia, że wpadła w szał i oszalała, gdy ten ją odrzucił.
- Mitis (jap. ミティス Mitisu)

Seiyū: Kotono Mitsuishi 
Bogini łucznictwa. Znana jest ze swojej nimfomanii.

## Light novel
Seria po raz pierwszy została opublikowana 4 czerwca 2016 w serwisie Kakuyomu, którego właścicielem jest Kadokawa. Później tytuł został nabyty przez wydawnictwo Fujimi Shobō i wydany jako light novel pod imprintem Kadokawa Books. Pierwszy tom ukazał się 10 lutego 2017, według zaś stanu na 10 grudnia 2019, do tej pory wydano 7 tomów.
| Nr | Data wydania (język japoński) | ISBN (język japoński)  |
| -- | ----------------------------- | ---------------------- |
| 1  | 10 lutego 2017                | ISBN 978-4-04-072184-2 |
| 2  | 9 czerwca 2017                | ISBN 978-4-04-072322-8 |
| 3  | 10 listopada 2017             | ISBN 978-4-06-381415-6 |
| 4  | 10 maja 2018                  | ISBN 978-4-04-072716-5 |
| 5  | 10 listopada 2018             | ISBN 978-4-04-072956-5 |
| 6  | 10 października 2019          | ISBN 978-4-04-073349-4 |
| 7  | 10 grudnia 2019               | ISBN 978-4-04-073417-0 |

## Manga
Na podstawie light novel powstała manga zilustrowana przez Koyuki, która ukazywała się w magazynie „Gekkan Dragon Age” od 9 listopada 2018 do 7 października 2022. Została zebrana w 6 tankōbonach, wydanych między 9 maja 2019 a 8 grudnia 2022.
| Nr | Data wydania (język japoński) | ISBN (język japoński)  |
| -- | ----------------------------- | ---------------------- |
| 1  | 9 maja 2019                   | ISBN 978-4-04-073152-0 |
| 2  | 9 października 2019           | ISBN 978-4-04-073355-5 |
| 3  | 9 września 2020               | ISBN 978-4-04-073798-0 |
| 4  | 8 czerwca 2021                | ISBN 978-4-04-074118-5 |
| 5  | 9 marca 2022                  | ISBN 978-4-04-074462-9 |
| 6  | 9 grudnia 2022                | ISBN 978-4-04-074783-5 |

## Anime
7 listopada 2018 ogłoszono powstanie adaptacji w formie telewizyjnego serialu anime, za produkcję którego odpowiadało studio White Fox. Seria została wyreżyserowana przez Masayukiego Sakoia, scenariusz napisał Kenta Ihara, postacie zaprojektowała Mai Toda, a muzykę skomponował Yoshiaki Fujisawa. Anime było emitowane od 2 października do 27 grudnia 2019 w AT-X i innych stacjach. Motywem otwierającym jest „TIT FOR TAT” autorstwa Myth & Roid, końcowym zaś „be perfect, plz!” w wykonaniu Riko Azuny. Trzeci odcinek, który miał zostać wyemitowany 16 października 2019, został opóźniony o tydzień z powodu problemów produkcyjnych, a w jego miejsce wyemitowano ponownie odcinek drugi. Z podobnymi problemami spotkał się również odcinek 10, który także został opóźniony o tydzień, a zamiast niego wyemitowano odcinek podsumowujący. Postacie z serii pojawiły się również w anime Isekai Quartet. Prawa do streamingu nabyło Funimation, a po przejeciu Crunchyroll przez Sony seria została przeniesiona do tegoż serwisu.

### Lista odcinków
| №   | Tytuł | Premiera             |
| --- | --- | -------------------- |
| 1   | This Hero Is Too Arrogant Kono yūsha ga gōman sugiru (この勇者が傲慢すぎる)                                                   | 2 października 2019  |
| 2   | Too Much For a Novice Goddess to Bear Shinmai megami ni wa ni ga omo sugiru (新米女神には荷が重すぎる)                        | 9 października 2019  |
| 3   | This Hero Is Too Self-Serving Kono yūsha wa migatte sugiru (この勇者は身勝手すぎる)                                           | 23 października 2019 |
| 4   | I So Don’t Need Any Allies Nakama nante chō irana sugiru (仲間なんて超いらなすぎる)                                           | 30 października 2019 |
| 5   | This Goddess Is Too Spooky Kono megami ga bukimi ssugiru (この女神が不気味すぎる)                                             | 6 listopada 2019     |
| 6   | The Great Dragon Mother Is Too Sneaky Ryūō nano ni zuru sugiru (竜王なのにズルすぎる)                                         | 13 listopada 2019    |
| 7   | This Lady Knight Is Too Doglike Kono onna kishi ga inuppo sugiru (この女騎士が犬っぽすぎる)                                   | 20 listopada 2019    |
| 8   | Neat and Tidy but Overly Nymphomaniacal Seiso na kuse ni inran sugiru (清楚なくせに淫乱すぎる)                                | 27 listopada 2019    |
| 9   | This Reaper Is Just Too Invincible Shinigami ga tonikaku muteki sugiru (死神がとにかく無敵すぎる)                             | 4 grudnia 2019       |
| 9,5 | Omnibus Sōshūhen (総集編) | 11 grudnia 2019      |
| 10  | This Man Is Too Strong for Being So Old Rōjin nano ni tsuyo sugiru (老人なのに強すぎる)                                       | 18 grudnia 2019      |
| 11  | The Truth Is Too Much to Bear Sono shinjitsu wa omo sugiru (その真実は重すぎる)                                               | 25 grudnia 2019      |
| 12  | The Hero Is Overpowered but Overly Cautious Kono yūsha ga ore tsuē kuse ni shinchō sugiru (この勇者が俺TUEEEくせに慎重すぎる) | 27 grudnia 2019      |